# John Clyde Bowen
John Clyde Bowen (* 12. Mai 1888 in Newbern, Dyer County, Tennessee; † 27. April 1978) war ein US-amerikanischer Jurist und Politiker. Nach seiner Berufung durch Präsident Franklin D. Roosevelt fungierte er von 1934 bis 1961 als Bundesrichter am Bundesbezirksgericht für den westlichen Distrikt von Washington.

## Werdegang
Nach seinem Schulabschluss besuchte John Bowen zunächst die University of Tennessee in Knoxville, an der er 1913 den Bachelor of Arts erwarb. Es folgte 1916 der Bachelor of Laws an der Harvard Law School. Von 1917 bis 1918 diente er in einem Feldartillerieregiment der US Army und erreichte den Rang eines Lieutenant. Nach seinem Abschied vom Militär praktizierte er ab 1919 in Seattle als Rechtsanwalt. Im Jahr 1931 gehörte er als Demokrat dem Senat von Washington an. 1933 berief ihn Clarence D. Martin, der Gouverneur von Washington, als Rechtsberater in seinen Stab. Außerdem fungierte er von 1933 bis 1934 als Steuereinnehmer in Diensten des Internal Revenue Service mit Zuständigkeit für den Staat Washington und das Alaska-Territorium.
Am 22. Februar 1934 wurde Bowen durch Präsident Roosevelt als Nachfolger von Jeremiah Neterer zum Richter am United States District Court for the Western District of Washington ernannt. Die Bestätigung durch den Senat der Vereinigten Staaten erfolgte sechs Tage später, woraufhin er sein Richteramt am 20. März antrat. Zwischen 1948 und 1959 führte er als Chief Judge den Vorsitz an diesem Bundesgericht. John Bowen übte sein Amt bis zum 5. Juni 1961 aus, als er in den Senior Status wechselte und damit faktisch in den Ruhestand ging. Sein Nachfolger wurde William Trulock Beeks. Er verstarb am 27. April 1978 und wurde in Lake Forest Park beigesetzt.